# Stu Williamson
Stuart Lee Williamson (Brattleboro, 14 mei 1933 - Studio City (Californië), 1 oktober 1991) was een Amerikaanse jazzmuzikant (trompet, trombone) van de swing en de modernjazz.

## Biografie
Stu Williamson was de jongere broer van Claude Williamson. Hij werd rond 1950 beroepsmuzikant en werkte eerst bij Billy May, Charlie Barnet, Skinnay Ennis, in 1951 bij Stan Kenton en speelde in 1952/1953 bij Woody Herman. In 1954 legde hij zich ook toe op de ventieltrombone, speelde hij van 1954 tot 1957 met Shelly Manne en vanaf 1959 in de bigband van Terry Gibbs. Bovendien nam hij platen op met Bob Cooper, Elmo Hope, Helen Humes, Marty Paich, Pete Rugolo, de Howard Rumsey Lighthouse All Stars, Lennie Niehaus, Bill Holman, Claude Williamson, Clifford Brown/Zoot Sims, Mel Tormé en Shorty Rogers.

## Discografie
Als leader:
- 1955-1956: Stu Williamson Quintet: Stu Williamson Plays (Bethlehem Records, Fresh Sound Records) met Charlie Mariano, Claude Williamson, Max Bennett, Stan Levey
- 1956: Stu Williamson Quintet: Stu Williamson (Bethlehem Records, Fresh Sound Records) met Charlie Mariano, Bill Holman, Jimmy Giuffre, Claude Williamson, Leroy Vinnegar, Mel Lewis

Als sideman:
- 1959: Terry Gibbs: Dream Band, The Sundown Sessions (Contemporary Records)
- 1958: Elmo Hope: So Nice (Fresh Sound Records)
- 1960: Helen Humes: Songs I Like To Sing (OJC)
- 1956: Shelly Manne: Swinging Sounds (OJC)
- 1956: Shelly Manne: More Swinging Sounds (OJC)
- 1953/1954: Charlie Mariano: Charlie Mariano Plays (Bethlehem Records, Fresh Sound Records)
- 1954-1956: Lennie Niehaus: Zounds (OJC), The Octet No. 2: Volume 3 (OJC, 1955), The Quintets & Strings (OJC, 1955),  Volume 5 – The Sextet (OJC, 1956)
- 1961: Shorty Rogers: An Invisible Orchard (RCA Records)
- 1957: Howard Rumsey Lighthouse All Stars: Jazz Rolls Royce (Fresh Sound Records),
- 1954-1955: Howard Rumsey Lighthouse All Stars, Vol. 6 (OJC, 1954–1955)
- 1954: Zoot Sims: Zootcase (Prestige Records)
- 1960: Mel Torme: Mel Torme Swings Shubert Alley (Verve Records)